# Charles Kaboré
Charles Kaboré (sinh ngày 9 tháng 2 năm 1988) là một cầu thủ bóng đá từ Burkina Faso playing ở vị trí tiền vệ phòng ngự cho Dynamo Moskva. Sau nhiều năm thi đấu cho đội tuyển quốc gia, anh trở thành cầu thủ ra sân nhiều nhất đội tuyển.

## Sự nghiệp

### Câu lạc bộ
Kaboré thi đấu cho đội trẻ của Association Sportive SONABEL và Etoile Filante Ouagadougou. Năm 2006, sau 2 năm cùng với Etoile Filante Ouagadougou anh được trinh sát bởi Libourne-Saint-Seurin.
Vào tháng 1 năm 2008, anh được ký hợp đồng với Olympique de Marseille từ Libourne-Saint-Seurin.
Vào tháng 1 năm 2013, anh ký hợp đồng với Kuban Krasnodar của Giải bóng đá ngoại hạng Nga.
Ngày 25 tháng 8 năm 2015, anh ký hợp đồng với đội bóng Nga khác, F.K. Krasnodar theo dạng cho mượn với điều khoản mua. Vào ngày 20 tháng 6 năm 2016, F.K. Krasnodar mua lại anh từ Kuban và anh ký hợp đồng với họ đến năm 2019.

### Quốc tế
Kaboré thi đấu cho Đội tuyển bóng đá quốc gia Burkina Faso kể từ năm 2006.

## Thống kê sự nghiệp

### Câu lạc bộ
Tính đến trận đấu diễn ra ngày 26 tháng 5 năm 2019
| Câu lạc bộ                    | Mùa giải            | Giải vô địch                | Giải vô địch | Giải vô địch | Cúp Quốc gia | Cúp Quốc gia | Cúp Liên đoàn | Cúp Liên đoàn | Châu lục | Châu lục  | Khác    | Khác      | Tổng cộng | Tổng cộng |
| Câu lạc bộ                    | Mùa giải            | Hạng đấu                    | Số trận      | Bàn thắng    | Số trận      | Bàn thắng    | Số trận       | Bàn thắng     | Số trận  | Bàn thắng | Số trận | Bàn thắng | Số trận   | Bàn thắng |
| ----------------------------- | ------------------- | --------------------------- | ------------ | ------------ | ------------ | ------------ | ------------- | ------------- | -------- | --------- | ------- | --------- | --------- | --------- |
| Libourne Saint Seurin         | 2006–07             | Ligue 2                     | 10           | 1            | 0            | 0            | 0             | 0             | -        | -         | -       | -         | 10        | 1         |
| Libourne Saint Seurin         | 2007–08             | Ligue 2                     | 16           | 0            | 0            | 0            | 1             | 0             | -        | -         | -       | -         | 17        | 0         |
| Libourne Saint Seurin         | Tổng cộng           | Tổng cộng                   | 26           | 1            | 0            | 0            | 1             | 0             | -        | -         | -       | -         | 27        | 1         |
| Olympique de Marseille (mượn) | 2007–08             | Ligue 1                     | 12           | 0            | 2            | 0            | 1             | 0             | –        | –         | 0       | 0         | 15        | 0         |
| Olympique de Marseille        | 2008–09             | Ligue 1                     | 23           | 1            | 1            | 0            | 1             | 0             | 6        | 0         | -       | -         | 31        | 1         |
| Olympique de Marseille        | 2009–10             | Ligue 1                     | 25           | 1            | 1            | 1            | 3             | 0             | 6        | 1         | -       | -         | 35        | 3         |
| Olympique de Marseille        | 2010–11             | Ligue 1                     | 34           | 0            | 0            | 0            | 4             | 0             | 5        | 0         | 1       | 0         | 44        | 0         |
| Olympique de Marseille        | 2011–12             | Ligue 1                     | 25           | 0            | 3            | 0            | 3             | 0             | 6        | 0         | 1       | 0         | 38        | 0         |
| Olympique de Marseille        | 2012–13             | Ligue 1                     | 17           | 0            | 1            | 0            | 1             | 0             | 8        | 0         | -       | -         | 27        | 0         |
| Olympique de Marseille        | Tổng cộng           | Tổng cộng                   | 124          | 2            | 6            | 1            | 12            | 0             | 31       | 1         | 2       | 0         | 175       | 4         |
| Kuban Krasnodar               | 2012–13             | Giải bóng đá ngoại hạng Nga | 11           | 0            | 1            | 0            | –             | –             | –        | –         | –       | –         | 12        | 0         |
| Kuban Krasnodar               | 2013–14             | Giải bóng đá ngoại hạng Nga | 26           | 0            | 0            | 0            | –             | –             | 9        | 1         | –       | –         | 35        | 1         |
| Kuban Krasnodar               | 2014–15             | Giải bóng đá ngoại hạng Nga | 26           | 0            | 5            | 0            | –             | –             | –        | –         | –       | –         | 31        | 0         |
| Kuban Krasnodar               | 2015–16             | Giải bóng đá ngoại hạng Nga | 0            | 0            | 0            | 0            | –             | –             | –        | –         | –       | –         | 0         | 0         |
| Kuban Krasnodar               | Tổng cộng           | Tổng cộng                   | 63           | 0            | 6            | 0            | -             | -             | 9        | 1         | -       | -         | 78        | 1         |
| Krasnodar                     | 2015–16             | Giải bóng đá ngoại hạng Nga | 21           | 0            | 4            | 0            | –             | –             | 7        | 0         | –       | –         | 32        | 0         |
| Krasnodar                     | 2016–17             | Giải bóng đá ngoại hạng Nga | 22           | 1            | 1            | 0            | –             | –             | 10       | 0         | –       | –         | 33        | 1         |
| Krasnodar                     | 2017–18             | Giải bóng đá ngoại hạng Nga | 19           | 0            | 1            | 0            | –             | –             | 2        | 0         | –       | –         | 22        | 0         |
| Krasnodar                     | 2018–19             | Giải bóng đá ngoại hạng Nga | 24           | 1            | 4            | 0            | –             | –             | 9        | 0         | –       | –         | 37        | 1         |
| Krasnodar                     | Tổng cộng           | Tổng cộng                   | 65           | 2            | 6            | 0            | -             | -             | 21       | 0         | -       | -         | 92        | 2         |
| Tổng cộng sự nghiệp           | Tổng cộng sự nghiệp | Tổng cộng sự nghiệp         | 311          | 5            | 24           | 1            | 14            | 0             | 68       | 2         | 2       | 0         | 419       | 8         |

### Bàn thắng quốc tế
| # | Ngày                | Địa điểm    | Đối thủ    | Tỉ số | Kết quả | Giải đấu                 |
| - | ------------------- | ----------- | ---------- | ----- | ------- | ------------------------ |
| 1 | 29 tháng 5 năm 2007 | Harare      | Zimbabwe   | 1–1   | 1–1     | Giao hữu                 |
| 2 | 21 tháng 6 năm 2008 | Ouagadougou | Seychelles | 1–0   | 4–1     | Vòng loại World Cup 2010 |
| 3 | 9 tháng 10 năm 2010 | Ouagadougou | Gambia     | 3–0   | 3–1     | Vòng loại ANC 2012       |
| 4 | 23 tháng 3 năm 2013 | Ouagadougou | Niger      | 4–0   | 4–0     | Vòng loại World Cup 2014 |

## Danh hiệu

### Olympique de Marseille
- Ligue 1: 2009–10
- Cúp Liên đoàn bóng đá Pháp: 2009–10, 2010–11, 2011–12
- Trophée des champions: 2010, 2011

### Kuban Krasnodar
- Cúp quốc gia Nga: Á quân: 2015

### Quốc tế
- Cúp bóng đá châu Phi: Á quân: 2013